# Ministério do Ambiente (Suécia)
| Ministério do Ambiente Miljö- och energidepartementet           |                               |
| Rosenbad 4, 103 33 Estocolmo http://www.sweden.gov.se/sb/d/2066 |                               |
| Criação                                                         | 2004                          |
| Atual ministro                                                  | Karolina Skog (Partido Verde) |

O Ministério do Ambiente e da Energia (Miljö- och energidepartementet) da Suécia é responsável pela gestão dos assuntos ambientais e pela coordenação dos esforços do governo sueco para promover um desenvolvimento sustentado do uso da energia.
O ministério está localizado em Tegelbacken em Estocolmo.

Cerca de 211 pessoas trabalham nesta instituição.

Karolina Skog (Partido Verde) é a atual ministra do ambiente (klimat- och miljöminister).

## Agências Governamentaisdo Ministério do Ambiente
O Ministério do Ambiente tutela, entre outros, os seguintes órgãos e departamentos:

- Agência Sueca do Ambiente (Naturvårdsverket)
- Instituto Sueco de Meteorologia e Hidrologia (Sveriges meteorologiska och hydrologiska institut, SMHI)
- Direção-Geral do Território (Lantmäteriet)

## História
O Ministério do Ambiente foi criado em 2004 pelo então primeiro-ministro Göran Persson com o nome de  Ministério do ambiente e da construção social (Miljö- och samhällsbyggnadsdepartementet).
Com a posse do novo governo de Reinfeldt, o ministério adquiriu a designação atual – Ministério do Ambiente (Miljödepartementet).